# Deltebre
Deltebre – gmina w Hiszpanii, w prowincji Tarragona, w Katalonii, o powierzchni 103,48 km². W 2011 roku gmina liczyła 12 316 mieszkańców.